# ریج (نیویورک)
ریج (به انگلیسی: Ridge) یک منطقهٔ مسکونی در ایالات متحده آمریکا است که در شهرستان سافک، نیویورک واقع شده‌است. ریج ۳۴٫۵ کیلومتر مربع مساحت و ۱۳٬۳۳۶ نفر جمعیت دارد و ۲۸ متر بالاتر از سطح دریا واقع شده‌است.